# Chalki, Dimos Chalki
Chalki är en ort i Grekland.   Den ligger i prefekturen Nomós Dodekanísou och regionen Sydegeiska öarna, i den sydöstra delen av landet, 400 km sydost om huvudstaden Aten. Chalki ligger 11 meter över havet och antalet invånare är 313. Den ligger på ön Nísos Chálki.
Terrängen runt Chalki är kuperad åt nordväst. Havet är nära Chalki österut.  Närmaste större samhälle är Kritinía, 20,0 km öster om Chalki. 